# كايوكو شيرايشي
كايوكو شيرايشي (بالكانا:しらいし かよこ) هي ممثلة يابانية، ولدت في 9 ديسمبر 1941 بطوكيو في اليابان. من الجوائز التي نالتها جائزة  كيكوتشي كان ‏ سنة 2014.

## جوائز
- جائزة  كيكوتشي كان [الإنجليزية]‏ (2014)

## وصلات خارجية
- كايوكو شيرايشي على موقع IMDb (الإنجليزية)
- كايوكو شيرايشي على موقع قاعدة بيانات الفيلم (الإنجليزية)